# Spansk navnebrug
Spansk navnebrug beskriver den traditionelle måde at navngive børn på i Spanien. Navnet består sædvanligvis et fornavn som kan være et enkelt eller sammensat navn, efterfulgt af to efternavne. Historisk var det første efternavn farens første efternavn, og det andet efternavn var morens første efternavn. Fra år 2000 var det muligt for forældrene at anmode en dommer om at få deres børn navngivet med morens efternavn som barnets første efternavn. Og fra 30. juni 2017 blev der fuld ligestilling idet der ikke længere er nogen lovgivningsmæssig præference for hvilket af forældrenes første efternavne som skal være det første. Men efter 11 måneder med den nye ordning fik kun 0,5 % af navngivne børn i Spanien morens efternavn som deres første efternavn, mens det store flertal brugte den traditionelle rækkefølge af navnene.
Ofte vil man i dagligdagen kun bruge et fornavn og det første efternavn (f.eks. "Miguel de Unamuno" for Miguel de Unamuno y Jugo)), mens det fulde navn kun bruges ved formelle lejligheder. Nogle gange bruges begge efternavne konsekvent, især hvis det første efternavn er et hyppigt forekommende navn (f.eks. Federico García Lorca, Pablo Ruiz Picasso eller José Luis Rodríguez Zapatero). I disse tilfælde er det endda almindeligt  kun at bruge det andet efternavn som i "Lorca", "Piccaso" eller "Zapatero". Dette påvirker ikke alfabetiseringen. Omtale af digteren "Lorca" skal i Spanien altid alfabetiseres under "García Lorca" og ikke "Lorca".